# Аристово (Старожиловский район)
А́ристово  — деревня в Старожиловском районе Рязанской области. Входит в состав муниципального образования Мелекшинское сельское поселение.

## Название
По версии михайловских краеведов И. Журкина и Б. Катагощина, название деревни произошло от фамилии землевладельца Аристова.

## География
Деревня находится в центральной части Рязанской области, в лесостепной зоне, в пределах Окско-Донской равнины, на левобережье реки Проня, на расстоянии примерно 23 километров (по прямой) на восток-юго-восток от Старожилова, административного центра района.

### Климат
Климат характеризуется как умеренно континентальный, с тёплым летом и умеренно холодной снежной зимой. Среднегодовая температура воздуха — 4,2 °C. Средняя температура воздуха самого холодного месяца (января) — −11 °C (абсолютный минимум — −40 °C); самого тёплого месяца (июля) — 19,1 °C (абсолютный максимум — 39 °C). Безморозный период длится около 135—155 дней. Среднегодовое количество осадков — 500 мм, из которых большая часть (около 357 мм) выпадает в период с апреля по октябрь. Снежный покров держится в течение 120—147 дней.

## Население
| 1859 | 1897 | 1906  | 2010 |
| ---- | ---- | ----- | ---- |
| 514  | ↗883 | ↗1188 | ↘332 |

## Инфраструктура
Личное подсобное хозяйство с зоной сельскохозяйственного использования, индивидуальная застройка усадебного типа.
Основа экономики — сельское хозяйство.
Аристовский сельский дом культуры. Аристовский фельдшерско-акушерский пункт.

## Транспорт
Автобусное сообщение с райцентром. Остановка общественного транспорта «Аристово».